# Japan Open Tennis Championships 2006
Il Japan Open Tennis Championships 2006 è stato un torneo di tennis giocato sul cemento.
È stata la 34ª edizione dell'evento, che fa parte dell'International Series Gold nell'ambito dell'ATP Tour 2006 e della categoria Tier III nell'ambito del WTA Tour 2006. Si è giocato all'Ariake Coliseum di Tokyo, in Giappone, dal 2 all'8 ottobre 2006.

## Campioni

### Singolare maschile
Roger Federer ha battuto in finale  Tim Henman con il punteggio di 6–3, 6–3

### Singolare femminile
Marion Bartoli ha battuto in finale  Aiko Nakamura con il punteggio di 2–6, 6–2, 6–2

### Doppio maschile
Ashley Fisher /  Tripp Phillips hanno battuto in finale  Paul Goldstein /  Jim Thomas con il punteggio di 6–2, 7–5

### Doppio femminile
Vania King /  Jelena Kostanić Tošić hanno battuto in finale  Chan Yung-jan /  Chuang Chia-jung con il punteggio di 7–6(2), 5–7, 6–2